# Kalle Ankas kompanjoner
Kalle Ankas kompanjoner (engelska: Let's Stick Together) är en amerikansk kortfilm med Kalle Anka från 1952.

## Handling
Ett äldre bi träffar sin gamle vän Kalle Anka i parken, och blickar tillbaka på den tid från att de jobbade med att plocka upp sopor till att de båda kom att bli företagskollegor och bästa vänner. Men deras vänskap tar slut när biet träffar en bifröken, något som inte uppskattas av Kalle.

## Om filmen
Filmen hade svensk premiär den 1 december 1952 på biografen Spegeln i Stockholm och ingick i kortfilmsprogrammet Kalle Anka i toppform tillsammans med kortfilmerna Kalle Ankas lyckonummer, Två korrar och en miss, Kalle Anka som luftakrobat, Jan Långben i katedern, Bara en utsliten bil och Plutos julgran.
Filmen har givits ut på VHS och finns dubbad till svenska.

## Rollista
- Clarence Nash – Kalle Anka
- Bill Thompson – Spike
- June Foray – Spikes fru[7]